# 普氏異雙鰭電鰩
普氏異雙鰭電鰩（學名：Heteronarce prabhui），又稱普氏異雙鰭電鱝，為軟骨魚綱電鰩目單鰭電鰩科異雙鰭電鰩屬的種，分布於西印度洋阿拉伯海海域，深度可達300公尺，棲息在沙泥底質海域，為底棲性魚類，屬肉食性，體內的發電器官，可能用來防禦或捕食，生活習性不明。